# Dubbelsculler

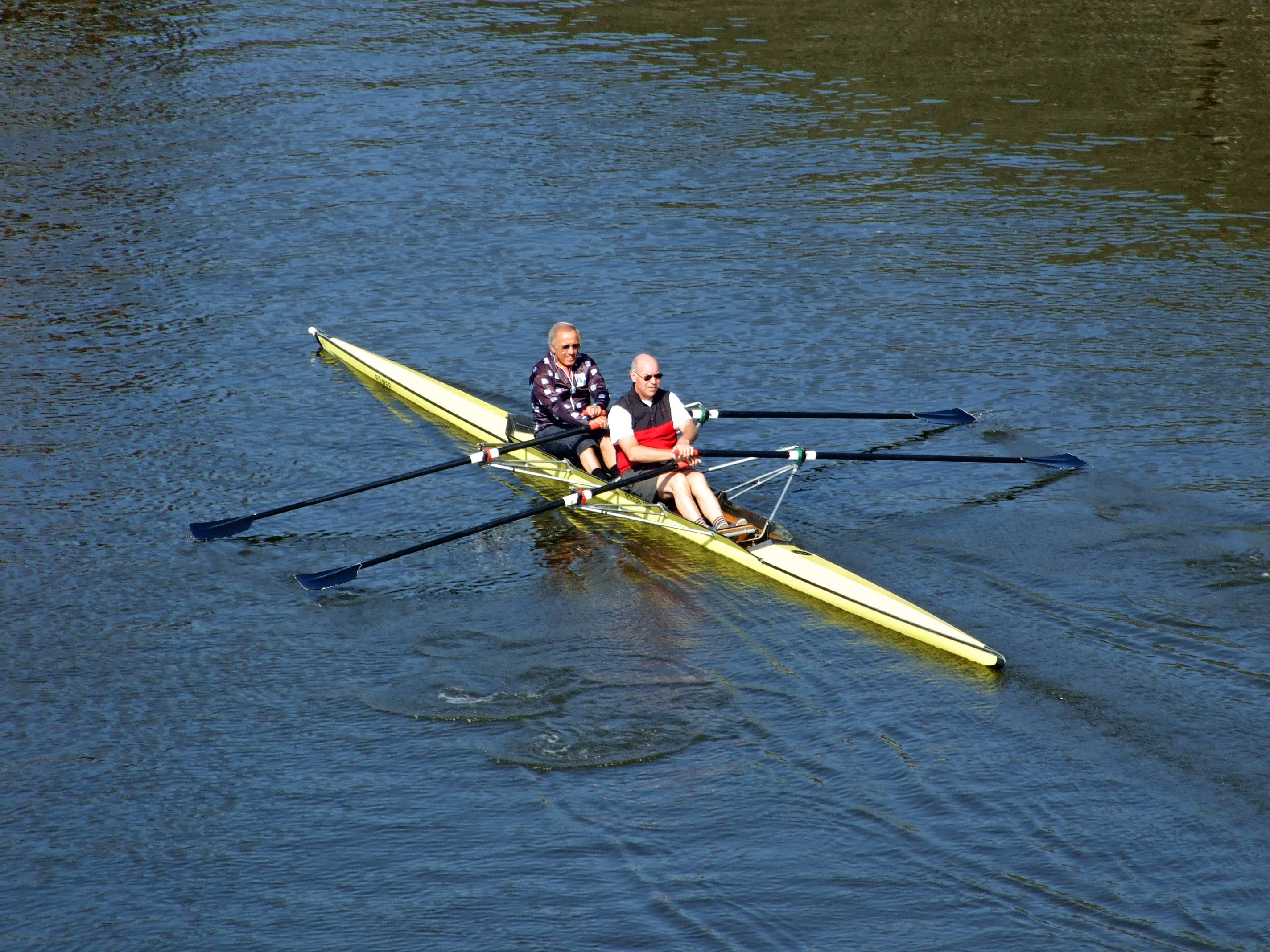
Dubbelsculler under rodd

Dubbelsculler är en roddbåt byggd för två roddare vilka driver båten framåt med fyra åror, en i vardera hand. I roddsportssammanhang delas båttyperna in i enkelårsbåtar och dubbelårsbåtar (benämns även parårsbåtar). En dubbelsculler tillhör det senare slaget. 
Dubbelsculler är en av båttyperna i svenska mästerskap, världscupen i rodd, världsmästerskapen och i de olympiska sommarspelen. Minimivikten för en internationellt godkänd tävlingsdubbelsculler är 52 kg. Längden är omkring 10 meter beroende av fabrikat.